# Ariel-Verlag
Der Ariel-Verlag ist ein deutscher Verlag mit Sitz Riedstadt. Er wurde 1993 während der Mainzer Minipressen-Messe von Oliver Bopp gegründet, der schon ein Jahr zuvor als Herausgeber der Undergroundliteratur-Zeitung Cocksucker (20 Ausgaben, 1992–2003) tätig war. In dieser Zeit gab es ein großes kreatives Potenzial an jungen wilden Dichtern, deren kollektive literarische Sturm-und-Drang-Zeit später einen Namen erhielt: Social Beat. Der Ariel-Verlag avancierte zum verlegerischen Sprachrohr dieser Bewegung, dabei erschienen Anthologien (Downtown Deutschland, Asphalt Beat) und Einzelpublikationen. Im Laufe dessen erfolgte die Vereinigung mit dem Essener Isabel-Rox-Verlag.
Etwa mit Ende der 1990er verstummte die Stimme der „Social Beat“-Szene weitgehend. Der Verlag widmete sich fortan u. a. der Poetry-Slam-Bewegung. Der erfolgreichste Slam-Teilnehmer Jaromir Konecny entwickelte sich zum wichtigsten Verlagsautor. Die Performance-Dichterin Tracy Splinter (National-Slam-Siegerin 1999) hat bei Ariel ihre CD „Verbalize“ veröffentlicht.